# فاضل ميراني
فاضل مطني ميراني (بالكردية: فازڵ میرانی - Fazil Mirani)‏ هو سياسي عراقي كردي، ولد في الموصل في 1 تموز 1948، يشغل منصب سكرتير المكتب السياسي للحزب الديمقراطي الكردستاني.

## السيرة الذاتية
ولد في الموصل في 1 تموز 1948، وهو حاصل على شهادة بكالوريوس في القانون، ويتقن اللغات العربية والإنجليزية والفارسية والتركية والكردية.
انضم للحزب الديمقراطي الكردستاني عام 1966، واصبح في العام ذاته كادرا في لجنة محلية زمار، ثم في عام 1967، صار مقاتلا في البيشمركة.
تدرج في الحزب الديمقراطي الكردستاني وشغل مناصب مختلفة، حتى صار عضوا في المكتب المركزي للتنظيم في المكتب السياسي عام 1975، لكنه لجأ إلى إيران من مصطفى البارزاني في نفس العام بعد اتفاقية الجزائر.
استمر في تسلم مناصب مختلفة في الحزب الديمقراطي الكردستاني، كما شغل منصب وزير داخلية في حكومة إقليم كردستان للفترة 1996-2001. وكذلك عمل مشرفا على جهاز المخابرات الكردي الذي أطلق عليه اسم «الباراستن».
يشغل منصب سكرتير المكتب السياسي للحزب الديموقراطي الكردستاني منذ عام 2004.
ورد اسمه ضمن المرشحين لمنصب رئيس جمهورية العراق في أيلول 2018.